# Chablis
Chablis település Franciaországban, Yonne megyében. Lakosainak száma 2151 fő (2022. január 1.). Chablis Beine, La Chapelle-Vaupelteigne, Chichée, Collan, Courgis, Fleys, Fontenay-près-Chablis, Maligny és Préhy községekkel határos.

## Népesség
A település népességének változása:
| Lakosok száma | 2281 | 2300 | 2350 | 2274 | 2240 | 2205 | 2171 | 2145 | 2151 |
|               | 2013 | 2015 | 2016 | 2017 | 2018 | 2019 | 2020 | 2021 | 2022 |